# 圣艾蒂安迪布瓦 (旺代省)
圣艾蒂安迪布瓦（法語：Saint-Étienne-du-Bois，法語發音：[sɛ̃.t‿etjɛn dy bwa]）是法国卢瓦尔河地区大区旺代省的一个市镇，属于莱萨布勒多洛讷区。

## 地理
圣艾蒂安迪布瓦（46°49'52"N, 1°35'43"W）面积29.44 平方千米，位于法国卢瓦尔河地区大区旺代省，该省份为法国西部沿海省份，北起大西洋卢瓦尔省和曼恩-卢瓦尔省，西临大西洋，南至滨海夏朗德省，东部及东南部与德塞夫勒省接壤。
与圣艾蒂安迪布瓦接壤的市镇（或旧市镇、城区）包括：布洛涅河畔莱吕克、勒热、博富、格朗朗德、帕吕欧、圣保罗蒙珀尼。

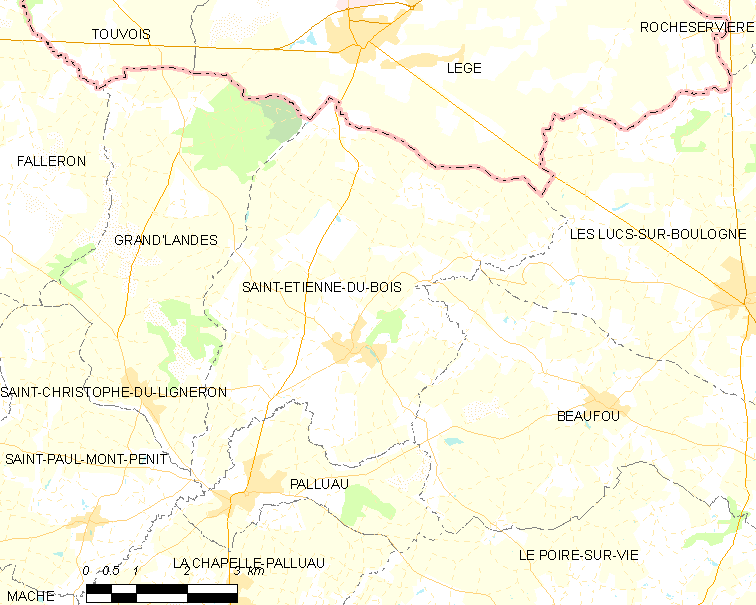
的OSM定位图

圣艾蒂安迪布瓦的时区为UTC+01:00、UTC+02:00（夏令时）。

## 行政
圣艾蒂安迪布瓦的邮政编码为85670，INSEE市镇编码为85210。

## 政治
圣艾蒂安迪布瓦所属的省级选区为沙朗县。

## 人口

1962-2008年间人口变化图示

圣艾蒂安迪布瓦于2022年1月1日时的人口数量为2251人。